# Orazione nell'orto (Savona)
L'orazione nell'orto è la terza delle quindici "casse" che vengono portate a spalla durante la processione del Venerdì Santo che si svolge a Savona ogni due anni, negli anni pari.

## Caratteristiche
Si tratta di una scultura lignea risalente al 1728 circa ed è attribuita all'artista Anton Maria Maragliano e a suoi allievi. Conservata nell'oratorio dei Santi Giovanni Battista, Giovanni Evangelista e Petronilla, viene portata a spalla da 20 portatori per tappa (posa). Vi sono rappresentanti Gesù in atteggiamento supplicante che osserva un angelo il quale gli porge il calice e la croce. Al centro dominano la scena le figure di due discepoli dormienti. Il gruppo ligneo è stato restaurato nel 1998.